# Xanthandrus babyssa
Xanthandrus babyssa là một loài ruồi trong họ Ruồi giả ong (Syrphidae). Loài này được Walker mô tả khoa học đầu tiên năm 1849. Xanthandrus babyssa phân bố ở vùng Cổ Bắc giới